# Präludium und Fuge fis-Moll BWV 883 (Das Wohltemperierte Klavier, II. Teil)
Präludium und Fuge fis-Moll (BWV 883) bilden ein Werkpaar aus dem 2. Teil des Wohltemperierten Klaviers, einer Sammlung von Präludien und Fugen für Tasteninstrument von Johann Sebastian Bach.

## Entstehung
Es ist möglich, dass Bach Präludium und Fuge eigens für das Wohltemperierte Klavier komponiert hat, da keine Frühfassungen nachweisbar sind. Die Entstehungszeit fiele dann in die Jahre um 1740. Es ist allerdings nicht auszuschließen, dass eine eventuelle Frühfassung verloren gegangen ist. 

## Analyse

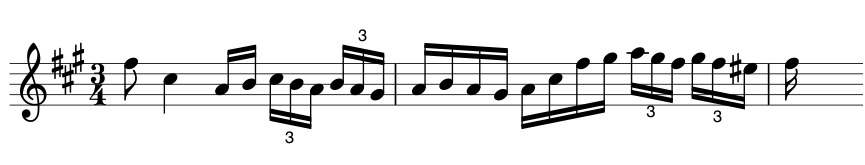
Thema (BWV 883, Präludium)

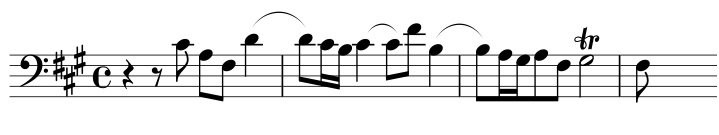
1. Thema (BWV 883, Fuge)

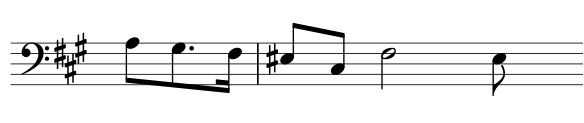
2. Thema (BWV 883, Fuge)

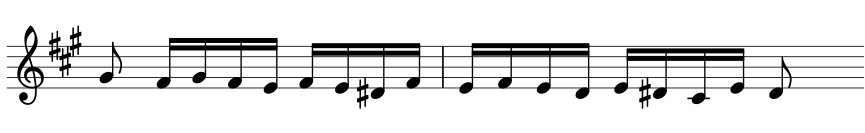
3. Thema (BWV 883, Fuge)

Das Thema des Präludiums setzt mit einem synkopischen Quartfall ein. Ein besonderer Reiz des Themas besteht in dem Triolenmotiv, das unmittelbar auf den Quartfall folgt. Beide Motive lassen sich durch das ganze Präludium verfolgen und verleihen ihm seinen spezifischen Charakter. 
Alfred Dürr sieht im Präludium Ähnlichkeiten zur vorklassischen Sonatenform und schlägt eine Gliederung des Stückes in vier Teile und eine Coda vor (A: Takte 1–11; B: 12–20; C: 21–29; A': 30–39; Coda: 40–43). 
Die nachfolgende Fuge ist eine dreistimmige Tripelfuge. 
Das erste Thema setzt mit einem fallenden fis-Moll-Dreiklang ein, berührt Sexte und Oktave, um dann wieder auf den Grundton abzusinken. Es wird im Verlauf tonal beantwortet und taucht meistens unverändert als Dux auf.
Das zweite Thema weist als Besonderheit einen punktierten Rhythmus auf, bleibt aber ansonsten als Seitenthema meistens im Hintergrund. 
Das dritte Thema zeichnet sich durch Sechzehntelläufe aus und bringt somit zusätzliche Bewegung in das Stück. Auffallend ist die Ähnlichkeit zum zweiten Thema der cis-Moll-Tripelfuge aus dem 1. Teil des Wohltemperierten Klaviers. 
Alfred Dürr teilt die Fuge in drei Teile ein (A: Takte 1–20; B:20–36; C:36–70), wobei Teil A eine, die Teile B und C jeweils 2 Durchführungen enthalten.

## Rezeption
Präludium und Fuge in fis-Moll werden allgemeinhin zu den Spitzenwerken des Wohltemperierten Klavieres gerechnet, in denen sich die "Frische...des Einfalls mit einer geklärten Schönheit der Reife" verbindet (Werner Oehlmann). Von der Fuge sagt Ferruccio Busoni: „Der Inhalt ist, bei aller Weisheit, voller Jugend; das Gedankliche steht neben dem Empfindsamen.“